# Kozaryn
Kozaryn (forma żeńska: Kozaryn; liczba mnoga: Kozarynowie) – polskie nazwisko. Według danych z bazy PESEL, na dzień 19 stycznia 2024 roku nazwisko to nosiło 182 osoby (90 kobiet i 92 mężczyzn), co plasuje je na 30746. pozycji pod względem popularności w Polsce.

## Etymologia
Pierwsze źródłowe wzmianki o nazwisku Kozaryn pochodzą z początku XII, XIV, a później z XVI wieku. W tekstach tych występuje hetman-wódz (wojewoda), który za panowania księcia kijowskiego Światopełka w 1103 roku (lub według innego źródła w 1106) pokonał Połowców nad Dunajem. Według źródeł nazwisko to (pierwotnie przezwisko) zostało nadane temu hetmanowi lub jego przodkowi jako Chazarowi osiadłemu na Rusi. Imię jego ojca (Reza, Resit, Resat) nie jest typowe dla krajów słowiańskich.
Następne udokumentowane wzmianki mówią o Kozarynie-Janie Rezanowiczu, staroście i marszałku ziem łuckich w latach 1408–1451.
Od końca XV wieku nazwisko Kozaryn zaczęło być łączone z przydomkiem Okulicz. Od tego połączenia wywodzi się prosta linia rodu Okulicz-Kozarynów, która trwa do czasów współczesnych.

## Historia
Protoplastą rodu Okulicz-Kozaryn herbu Drya jest Radźko, władający dobrami Druczany pod Połockiem, uhonorowany przywilejem Aleksandra Jagiellończyka w 1503 roku. Radźko był synem Eliasza, a jego przodkiem był Jan Kozaryn Rezanowicz. Jeszcze wcześniej żył hetman Kozaryn, urodzony w XI wieku.
Radźko miał trzech synów: Wasilija, Mikołaja Radzkiewicza oraz Onisima (1550-1599). Linia męska rodu jest dobrze udokumentowana od Radźki, a jego potomkowie rozprzestrzenili się po świecie, zajmując wysokie stanowiska oficerskie, aż po generałów i profesorów różnych dziedzin. Ostatnim dziedzicem rodowego majątku Druczany był Józef Okulicz-Kozaryn, który utracił go w okresie II wojny światowej.
Rodzina Okulicz-Kozarynów zamieszkująca gubernię witebską i mińską oraz Kozarynowie z województwa wileńskiego i powiatu pińskiego używali herbu Drya (Mutina). W herbie tym znajdują się trzy szlachetne kamienie na czerwonym tle, umieszczone między dwiema liniami biegnącymi ukośnie w dół z prawego górnego rogu.

## Demografia
Według danych z rejestru PESEL na dzień 24 lutego 2025 roku, nazwiska Kozaryn i Okulicz-Kozaryn występowały w następujących województwach (podano liczbę kobiet i mężczyzn noszących dane nazwisko):
- Dolnośląskie: Kozaryn – 11 kobiet, 6 mężczyzn; Okulicz-Kozaryn – 7 kobiet, 8 mężczyzn (łącznie: 18 kobiet, 14 mężczyzn)
- Kujawsko-Pomorskie: Kozaryn – 2 kobiety (mężczyźni – brak danych); Okulicz-Kozaryn – 2 kobiety, 6 mężczyzn (łącznie: 4 kobiety, 6 mężczyzn)
- Lubelskie: Kozaryn – 2 kobiety (mężczyźni – brak danych)
- Lubuskie: Kozaryn – 34 kobiety, 35 mężczyzn
- Łódzkie: Okulicz-Kozaryn – 4 kobiety, 2 mężczyzn
- Mazowieckie: Kozaryn – 6 kobiet, 2 mężczyzn; Okulicz-Kozaryn – 15 kobiet, 7 mężczyzn (łącznie: 21 kobiet, 9 mężczyzn)
- Pomorskie: Kozaryn – 3 kobiety (mężczyźni – brak danych)
- Warmińsko-Mazurskie: Kozaryn – 3 kobiety, 4 mężczyzn
- Wielkopolskie: Kozaryn – 4 kobiety, 3 mężczyzn; Okulicz-Kozaryn – 13 kobiet, 11 mężczyzn (łącznie: 17 kobiet, 14 mężczyzn)
- Zachodniopomorskie: Kozaryn – 5 kobiet, 6 mężczyzn; Okulicz-Kozaryn – 7 kobiet, 4 mężczyzn (łącznie: 12 kobiet, 10 mężczyzn)[8]

## Osoby o nazwisku Kozaryn
- Jan Kozaryn Rezanowicz (XV wiek) – starosta łucki i marszałek ziem łuckich w latach 1408–1451. Jego ojciec nosił imię Reza (Resit, Resat), co może wskazywać na pochodzenie niosącego to imię z terenów nie słowiańskich[9].
- Konrad Kozaryn (XVI wiek) – poseł województwa bracławskiego na sejm w 1569 roku i 1576/1577 roku. Podpisał akt unii lubelskiej.

## Rody Szlacheckie
Kozaryn – polskie nazwisko szlacheckie. Występowało w różnych regionach Rzeczypospolitej Obojga Narodów i było przypisywane do kilku herbów, m.in. Dryja, Kościesza i Szreniawa.